# Гептагидроксоферрат(III) натрия
Гептагидроксоферрат(III) натрия — неорганическое соединение,
комплексный гидроксид натрия и железа
с формулой Na4[Fe(OH)7],
бесцветные кристаллы,
образует кристаллогидраты.

## Получение
- Пропускание кислорода через раствор тетрагидроксоферрата(II) натрия в концентрированном гидроксиде натрия:

{\displaystyle {\mathsf {4Na_{2}[Fe(OH)_{4}]+O_{2}+8NaOH+10H_{2}O\ {\xrightarrow {60^{o}C}}\ 4Na_{4}[Fe(OH)_{7}]\cdot 2H_{2}O}}}
- Растворение свежеприготовленного гидроксида железа(III) в концентрированном гидроксиде натрия:

{\displaystyle {\mathsf {Fe(OH)_{3}+4NaOH+2H_{2}O\ {\xrightarrow {70^{o}C}}\ Na_{4}[Fe(OH)_{7}]\cdot 2H_{2}O}}}

## Физические свойства
Гептагидроксоферрат(III) натрия образует кристаллогидрат состава Na4[Fe(OH)7]• 2H2O — бесцветные кристаллы, очень чувствительные к действию влаги.